# Gare de Lardenne
Pour les articles homonymes, voir Gare de Lardenne (homonymie).
La gare de Lardenne (anciennement gare des Capelles), est une halte ferroviaire française de la ligne de Saint-Agne à Auch, située à Lardenne quartier de la ville de Toulouse, dans le département de la Haute-Garonne, en région Occitanie.
C'est un point d'arrêt sans personnel de la Société nationale des chemins de fer français SNCF, desservi par des trains TER Occitanie, sur un tronçon également exploité dans le cadre de la ligne C du réseau de transports en commun de Toulouse.

## Situation ferroviaire
Établie à 153 mètres d'altitude, la halte de Lardenne est située au point kilométrique (PK) 12,306 de la ligne de Saint-Agne à Auch, entre les gares de Le TOEC et de Saint-Martin-du-Touch.

## Histoire
La gare s'appelait « gare des Capelles » avant d'être renommée « gare de Lardenne » le 1er septembre 2003 par la Société nationale des chemins de fer français (SNCF), lorsqu'elle ouvre à l'exploitation la ligne C du réseau de transports en commun de Toulouse. Cette ouverture est réalisée sur le tronçon entre Arènes et Colomiers. Cela permet la création d'une ligne de desserte urbaine au service cadencé à « un train par demi-heure à horaire fixe ».

## Fréquentation
En 2014, selon les estimations de la SNCF, la fréquentation annuelle de la gare était de 17 085 voyageurs, hors ligne C.
De 2015 à 2023, selon les estimations de la SNCF, la fréquentation annuelle de la gare s'élève aux nombres indiqués dans le tableau ci-dessous hors ligne C :
| Année                          | 2015   | 2016   | 2017   | 2018   | 2019   | 2020   | 2021   | 2022   | 2023   |
| ------------------------------ | ------ | ------ | ------ | ------ | ------ | ------ | ------ | ------ | ------ |
| Voyageurs seuls (hors ligne C) | 17 025 | 16 736 | 17 190 | 14 783 | 11 783 | 10 484 | 10 203 | 16 374 | 18 449 |

## Service des voyageurs

### Accueil
Halte SNCF c'est un point d'arrêt non géré (PANG) à entrée libre. Elle est équipée d'automates pour l'achat de titres de transport.

### Desserte
Lardenne est desservie par des trains TER Occitanie qui effectuent des missions entre les gares de Toulouse-Matabiau et de L'Isle-Jourdain, à raison de trois allers et quatre retours par jour en semaine. Le temps de trajet est d'environ 19 minutes depuis Toulouse-Matabiau et de 32 minutes depuis L'Isle-Jourdain. 
Elle est également desservie par le service de trains omnibus de la ligne C entre les stations d'Arènes et de Colomiers — SNCF, portion de la ligne TER, à raison de 22 allers-retours par jour en semaine, cadencé à la demi-heure aux heures de pointe et à l'heure en heures creuses. Le temps de trajet est d'environ six minutes depuis Arènes et huit minutes depuis Colomiers.

### Intermodalité
Elle est desservie par des bus du réseau des bus urbains de Toulouse Tisséo (ligne 46)